# 柏崎市
柏崎市（かしわざきし）は、新潟県の中越地方西端にある日本海に面した市。1940年（昭和15年）、県内5番目に市制施行。
刈羽郡と柏崎地域広域圏の中心地で、国・県の出先機関も数多く置かれている。2022年現在、新潟県内では6番目の人口を擁する。また観光資源として市域の一部は佐渡弥彦米山国定公園に指定されている。

## 地理

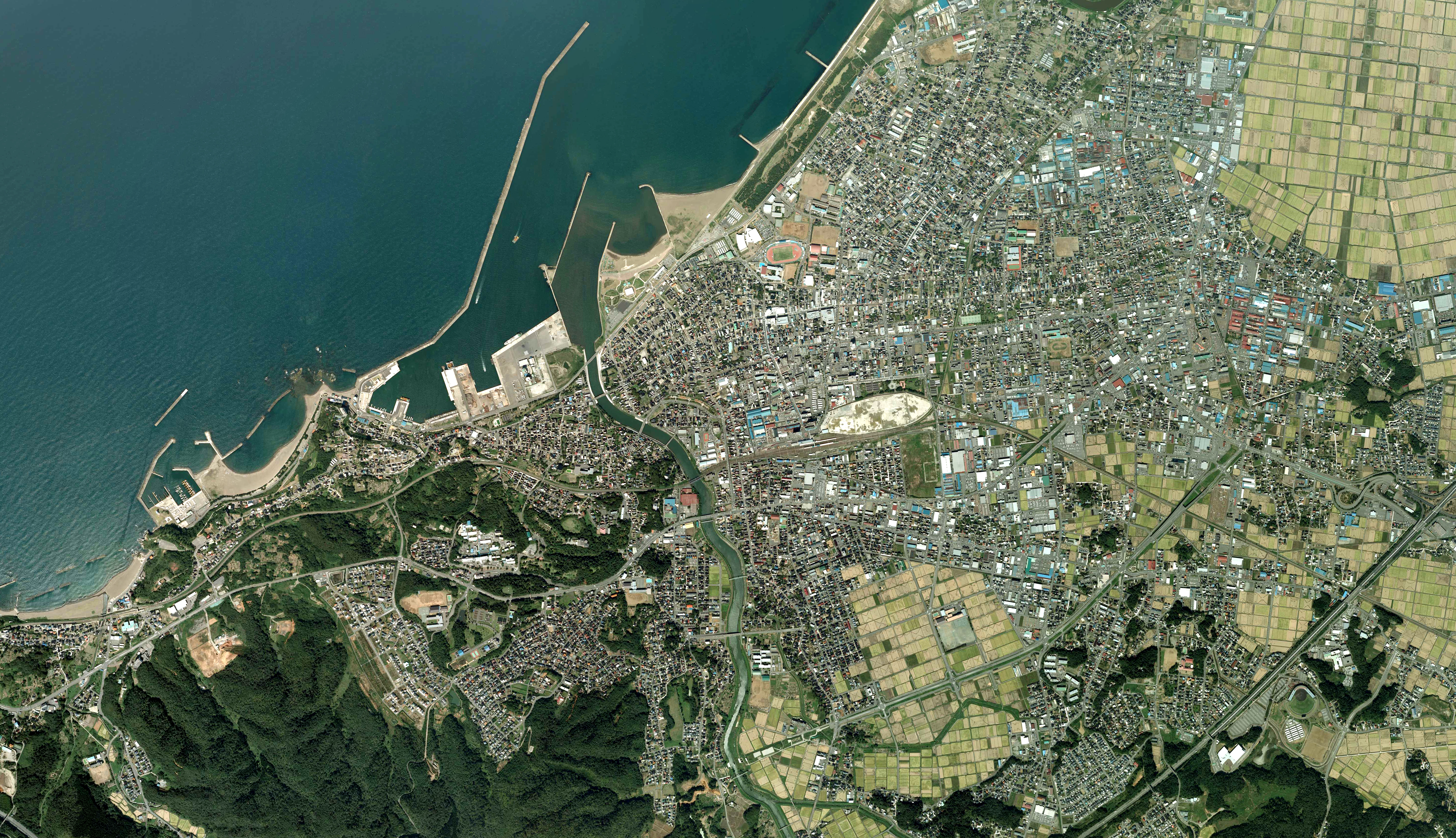
柏崎市中心部周辺の空中写真。2009年9月17日撮影の5枚を合成作成。。

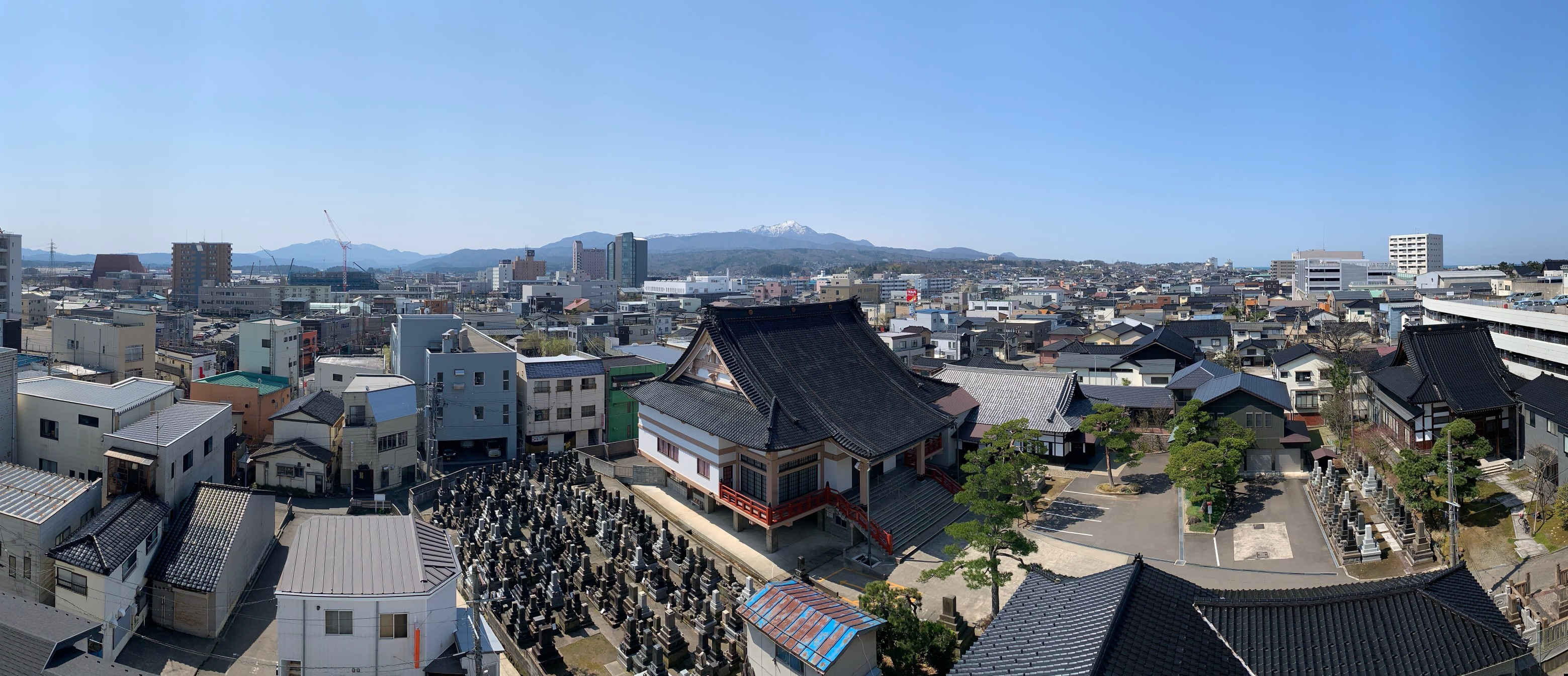
複合商業施設「フォンジェ」から望む柏崎市街と米山（2020年4月）

新潟県の海岸沿いのほぼ中央に位置し、米山・黒姫・八石の刈羽三山に囲まれた刈羽平野（柏崎平野）に位置する。中心市街地は砂丘上に発展した。稲作が盛んであり、市街地から離れると田園が広がっている。
平成の大合併の際に周辺2町を編入したが、刈羽村だけが単独で残る形となったため、当市の市域は同村の村域（飛び地を除く）を取り囲む形となっている。
- 山: 刈羽黒姫山・米山・八石山
- 河川: 鯖石川・鵜川・谷根川
- 湖沼: 長嶺大池・後谷ダム・鯖石川ダム・栃ヶ原ダム・市野新田ダム・谷根ダム・赤岩ダム

### 気候
旧西山町域は豪雪地帯、その他の市域は特別豪雪地帯として国の指定を受ける。雪の量は沿岸部と山間部で大きな差があり、沿岸部の市街地で積雪深が1 mを超えることは稀である。
高柳などの山間部では3m前後の積雪深となるところもある。市内中心部の積雪は新潟県内では少ない。
| 柏崎（1991年 - 2020年）の気候      | 柏崎（1991年 - 2020年）の気候 | 柏崎（1991年 - 2020年）の気候 | 柏崎（1991年 - 2020年）の気候 | 柏崎（1991年 - 2020年）の気候 | 柏崎（1991年 - 2020年）の気候 | 柏崎（1991年 - 2020年）の気候 | 柏崎（1991年 - 2020年）の気候 | 柏崎（1991年 - 2020年）の気候 | 柏崎（1991年 - 2020年）の気候 | 柏崎（1991年 - 2020年）の気候 | 柏崎（1991年 - 2020年）の気候 | 柏崎（1991年 - 2020年）の気候 | 柏崎（1991年 - 2020年）の気候 |
| 月                                 | 1月                           | 2月                           | 3月                           | 4月                           | 5月                           | 6月                           | 7月                           | 8月                           | 9月                           | 10月                          | 11月                          | 12月                          | 年                            |
| ---------------------------------- | ----------------------------- | ----------------------------- | ----------------------------- | ----------------------------- | ----------------------------- | ----------------------------- | ----------------------------- | ----------------------------- | ----------------------------- | ----------------------------- | ----------------------------- | ----------------------------- | ----------------------------- |
| 最高気温記録 °C （°F）             | 18.0 (64.4)                   | 22.6 (72.7)                   | 23.9 (75)                     | 30.8 (87.4)                   | 32.6 (90.7)                   | 36.1 (97)                     | 37.0 (98.6)                   | 38.8 (101.8)                  | 37.0 (98.6)                   | 35.1 (95.2)                   | 27.1 (80.8)                   | 22.4 (72.3)                   | 38.8 (101.8)                  |
| 平均最高気温 °C （°F）             | 6.3 (43.3)                    | 6.7 (44.1)                    | 10.1 (50.2)                   | 15.9 (60.6)                   | 21.1 (70)                     | 24.3 (75.7)                   | 28.3 (82.9)                   | 30.1 (86.2)                   | 26.3 (79.3)                   | 20.8 (69.4)                   | 15.1 (59.2)                   | 9.4 (48.9)                    | 17.9 (64.2)                   |
| 日平均気温 °C （°F）               | 3.0 (37.4)                    | 2.9 (37.2)                    | 5.5 (41.9)                    | 10.8 (51.4)                   | 16.1 (61)                     | 20.2 (68.4)                   | 24.3 (75.7)                   | 25.7 (78.3)                   | 21.7 (71.1)                   | 15.9 (60.6)                   | 10.2 (50.4)                   | 5.5 (41.9)                    | 13.5 (56.3)                   |
| 平均最低気温 °C （°F）             | −0.2 (31.6)                   | −0.8 (30.6)                   | 1.0 (33.8)                    | 5.4 (41.7)                    | 11.1 (52)                     | 16.3 (61.3)                   | 20.9 (69.6)                   | 21.7 (71.1)                   | 17.7 (63.9)                   | 11.6 (52.9)                   | 5.8 (42.4)                    | 1.9 (35.4)                    | 9.4 (48.9)                    |
| 最低気温記録 °C （°F）             | −9.9 (14.2)                   | −11.3 (11.7)                  | −8.7 (16.3)                   | −5.2 (22.6)                   | 2.8 (37)                      | 7.9 (46.2)                    | 12.7 (54.9)                   | 13.5 (56.3)                   | 6.9 (44.4)                    | 2.0 (35.6)                    | −1.9 (28.6)                   | −8.1 (17.4)                   | −11.3 (11.7)                  |
| 降水量 mm （inch）                 | 288.4 (11.354)                | 169.3 (6.665)                 | 148.6 (5.85)                  | 109.1 (4.295)                 | 100.9 (3.972)                 | 140.6 (5.535)                 | 221.5 (8.72)                  | 176.4 (6.945)                 | 180.5 (7.106)                 | 198.7 (7.823)                 | 321.0 (12.638)                | 356.2 (14.024)                | 2,411.3 (94.933)              |
| 降雪量 cm （inch）                 | 123 (48.4)                    | 108 (42.5)                    | 24 (9.4)                      | 1 (0.4)                       | 0 (0)                         | 0 (0)                         | 0 (0)                         | 0 (0)                         | 0 (0)                         | 0 (0)                         | 0 (0)                         | 34 (13.4)                     | 290 (114.2)                   |
| 平均降水日数 （≥1.0 mm）           | 25.7                          | 20.3                          | 18.5                          | 13.0                          | 10.8                          | 11.1                          | 13.4                          | 11.3                          | 13.9                          | 15.0                          | 20.1                          | 24.5                          | 197.6                         |
| 平均月間日照時間                   | 38.9                          | 63.9                          | 126.1                         | 184.1                         | 212.4                         | 170.6                         | 167.2                         | 216.1                         | 147.9                         | 133.1                         | 91.5                          | 52.5                          | 1,601.6                       |
| 出典1：Japan Meteorological Agency |                               |                               |                               |                               |                               |                               |                               |                               |                               |                               |                               |                               |                               |
| 出典2：気象庁                      |                               |                               |                               |                               |                               |                               |                               |                               |                               |                               |                               |                               |                               |

### 隣接している自治体
※北から東回り順に
- 三島郡出雲崎町
- 刈羽郡刈羽村
- 長岡市
- 十日町市
- 上越市

## 市街地構成

### 中心市街地
柏崎駅前には片持ち式アーケードが続く商店街が形成されており、2018年8月中旬までは総合スーパーのイトーヨーカドー丸大柏崎店が営業していた。
駅北側の旧北国街道沿いにはえんま市が開催されることで知られる「えんま通り商店街」が形成されており、新潟県中越沖地震で甚大な被害を受けたが復興が行われ、この復興の取組みは2016年都市住宅学会業績賞を受賞している。
同街道沿いの東本町1丁目付近では1990年代から2000年代初頭にかけて東本町まちづくり事業が行われ、市街地再開発事業により3棟の複合ビル「モーリエ」が建設されたほか、ショッピングモール「フォンジェ」がオープンした。
駅北東側に隣接する土地では日本石油の製油所が2001年まで稼働していたが、その跡地は震災復興の一環として土地区画整理事業が行われ、公園および柏崎市文化会館アルフォーレとなった。

イトーヨーカドー丸大柏崎店
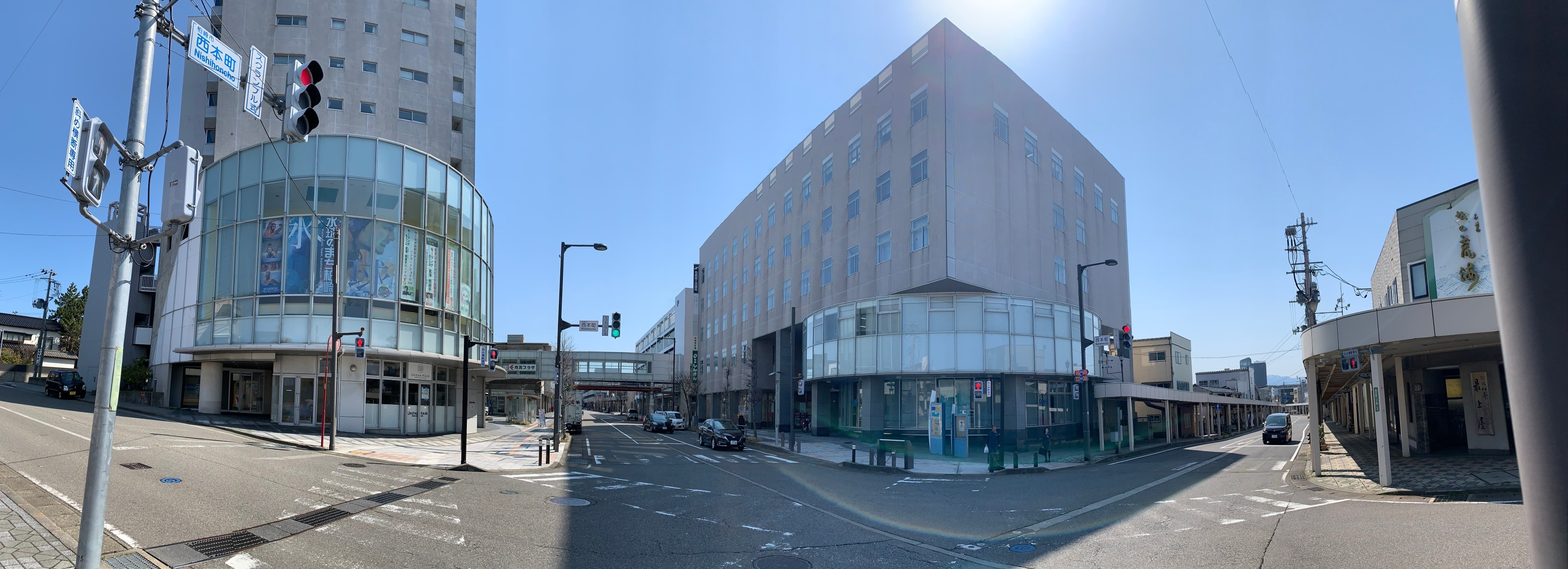
「西本町」交差点と再開発ビル「モーリエ」（2020年4月）
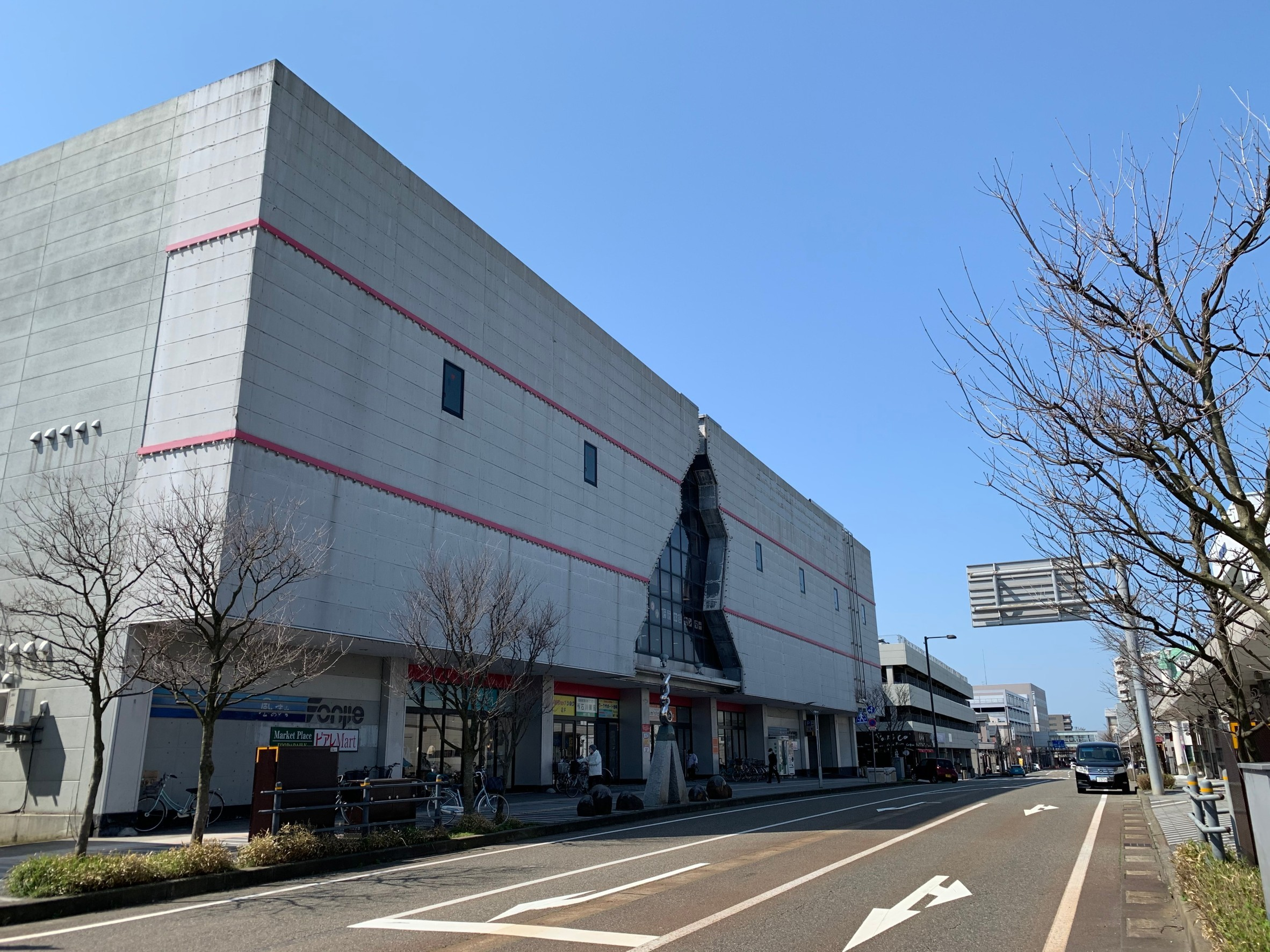
商業施設「フォンジェ」（2020年4月）
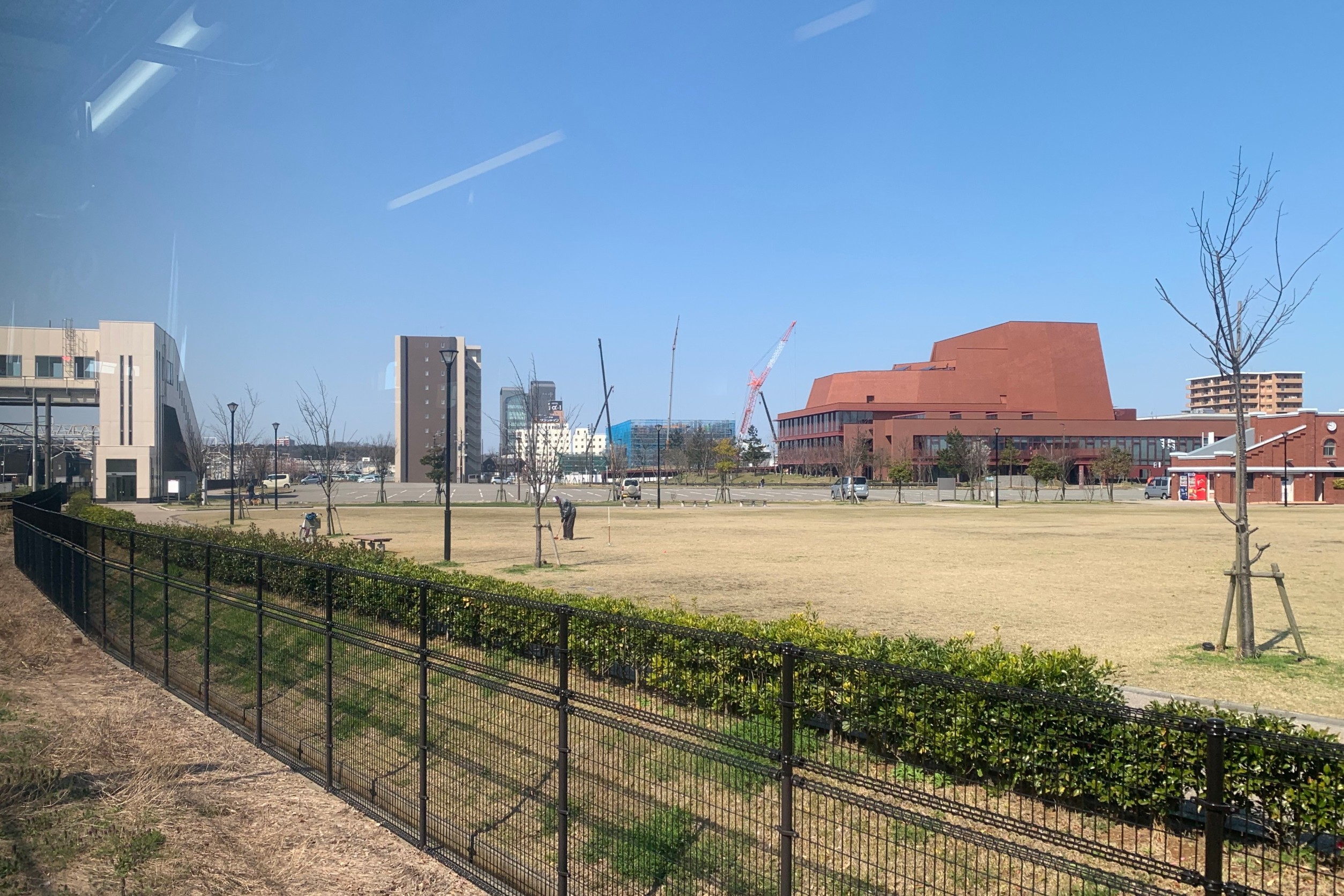
柏崎市文化会館アルフォーレと駅前公園、建設中の市役所新庁舎（2020年4月）
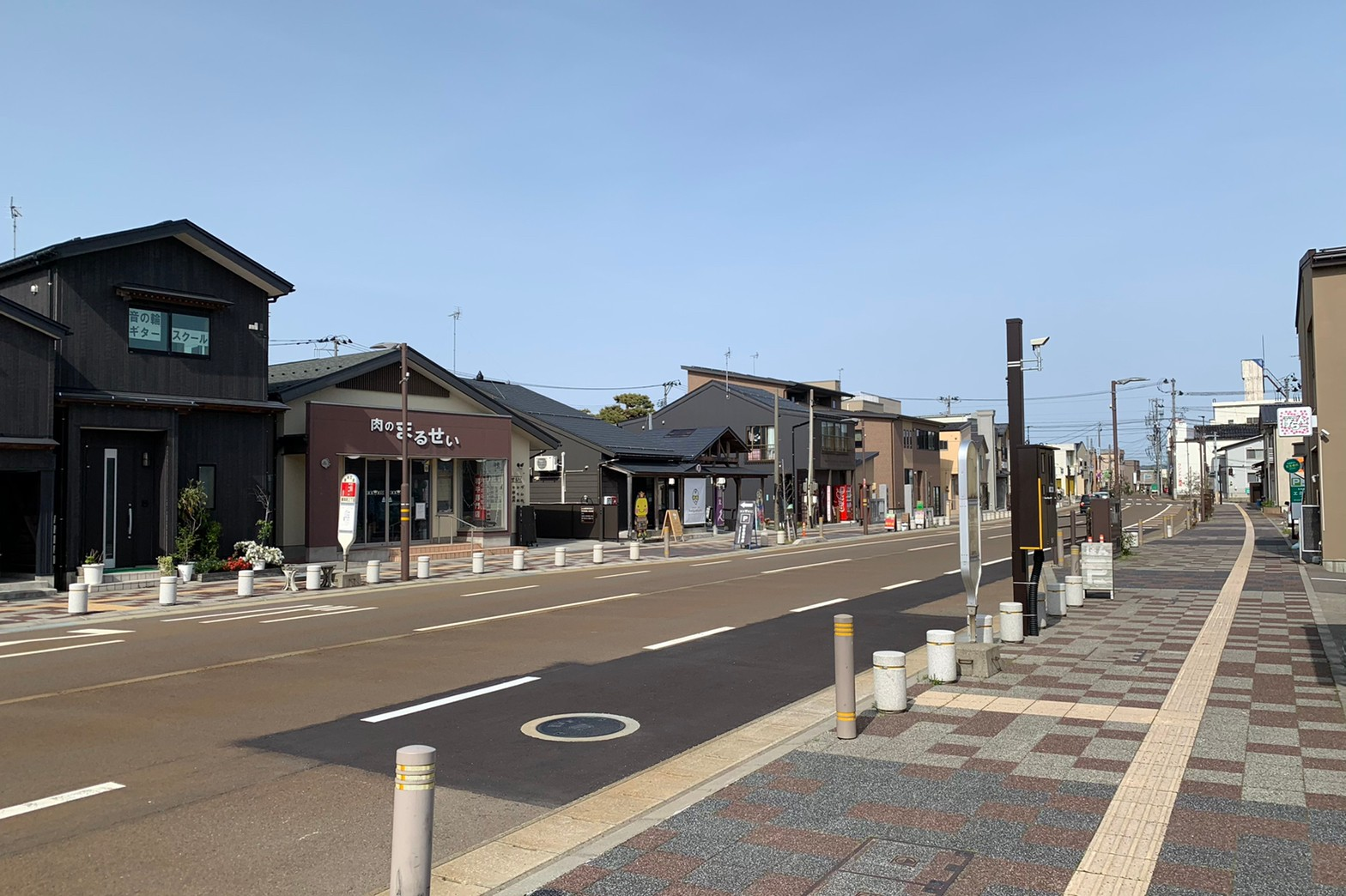
震災復興後のえんま通り。倒壊したアーケードは撤去された（2021年5月）

### 柏崎学園ゾーン
市街地から南へ約4 kmほどの丘陵地には産業団地「柏崎フロンティアパーク」（後述）や大学、夢の森公園などで構成される「柏崎学園ゾーン」がある。
ゾーン内には2つの私立4年制大学があり、1つは1988年（昭和63年）に短期大学を前身として開学した新潟産業大学、もう1つは県内の誘致合戦に勝ち1995年（平成7年）に開学となった新潟工科大学である。工科大の隣接地には2008年（平成20年）7月、ものづくり活性化センターが開所した。
「柏崎・夢の森公園」は東京電力が2004年（平成16年）から原子力発電所の完成記念事業として整備を進めたもので、2007年（平成19年）5月に市に寄贈されたのち、翌6月に約30 haの公園として開園した。園内には総合案内・展示施設の「エコハウス夢の森環境学校」や市民活動の拠点となる「パートナーズハウス里山工房」が設置された。

## 歴史

### 古代・中世
日本書紀には、天智7年（668年）に「燃ゆる水」の話があり、当時から石油が噴出していたとみられる。
鎌倉時代には守護・名越氏、室町時代には守護・上杉氏の被官として宇佐美氏等が割拠した。上杉氏の一族である上条上杉家や琵琶島氏も同地域の領主であった。

### 近世
江戸時代初期の高田藩成立以降18世紀前半まで、現在の柏崎中心部とその周辺は、幕府領となった一時期を除いて概ね高田藩領に属した。1710年（宝永7年）に 松平定重が桑名から高田に入封。以後、柏崎を中心とする地域は久松松平家の支配するところとなり、転封によって白河藩（1741年）、桑名藩（1823年）となっても飛地領として柏崎に陣屋が置かれた。
現柏崎市域北部の椎谷地区周辺はここに陣屋を置く椎谷藩の領地であった。1698年（元禄11年）に堀直宥が越後国内などに1万石の領地を与えられ、椎谷に居住したことにより椎谷藩が成立したものである。椎谷藩は1871年の廃藩置県まで続いた。

### 近代

アメリカ陸軍地図局による新潟県柏崎市の地図。1945年版。

- 1868年（慶応4年＝明治元年） - 戊辰戦争
  - 鳥羽・伏見の戦いでの旧幕府軍の敗北後、桑名藩は新政府軍に恭順の意を示したが、藩主松平定敬らも柏崎に移り恭順するも許されず、兄松平容保を藩主とする会津藩軍とともに新政府軍に抵抗したが敗れた（閏4月27日、鯨波戦争）。
  - 6月19日（旧暦閏4月29日） - 新政府軍が柏崎に進駐。
  - 9月13日（旧暦7月27日） - 柏崎県（第1次）設置。（旧）桑名藩陣屋に県庁を置く。
  - 12月18日（旧暦11月5日） - 柏崎県の廃止と新潟府への編入を布達（ただし布達のみで実行されなかったらしい）。
- 1869年（明治2年）4月3日（旧暦2月22日） - 再度、柏崎県の廃止と越後府への編入を布達。
  - 同年 9月30日（旧暦8月25日） - 水原県から柏崎県（第2次）を再置。再び県庁が置かれる。
- 1870年（明治3年）11月15日（旧暦10月22日） - 長岡藩が柏崎県に編入される。
- 1871年（明治4年）8月29日（旧暦7月14日） - 廃藩置県。椎谷藩が廃止され、椎谷県となる。
  - 同年 12月31日（旧暦11月20日） - 府県統合により椎谷県・与板県・高田県・清崎県が柏崎県（第3次）に編入される。
- 1873年（明治6年）6月10日 - 柏崎県が廃止され、新潟県に編入される。
- 1878年（明治11年） - 郡区町村編制法により刈羽郡の郡役所が柏崎に置かれる。
- 1890年（明治23年） - 西山油田発見。これ以降大正時代にかけて石油の街として発展する[18]。

### 現代
- 1985年（昭和60年） - 柏崎刈羽原子力発電所営業運転開始[19]。
- 2007年（平成19年）7月16日 - 柏崎沖を震源とする新潟県中越沖地震が発生し、市内西山町と中央町で震度6強を記録した[20]。

### 沿革
- 1889年（明治22年）4月1日 - 町村制の施行により刈羽郡柏崎町が発足。
- 1924年（大正13年）8月10日 - 刈羽郡の大洲村・下宿村を編入[21]。
- 1926年（大正15年）9月10日 - 刈羽郡比角村を編入。
- 1928年（昭和3年）12月1日 - 刈羽郡枇杷島村を編入。
- 1940年（昭和15年）
  - 4月1日 - 刈羽郡鯨波村を編入。
  - 7月1日 - 市制を施行し、柏崎市となる。
- 1947年（昭和22年）10月10日 - 昭和天皇の戦後巡幸。柏崎小学校、日本石油製油所などに行幸[22]。
- 1948年（昭和23年）11月1日 - 刈羽郡西中通村の一部（悪田）を編入。
- 1950年（昭和25年）4月1日 - 中頸城郡上米山村を編入。
- 1951年（昭和26年）4月1日 - 刈羽郡の北鯖石村の一部(長浜・新田畑・田塚)と西中通村の一部を編入。
- 1954年（昭和29年）4月1日 - 刈羽郡西中通村を編入。
  - 同年 7月5日 - 刈羽郡荒浜村を編入。
- 1955年（昭和30年）2月1日 - 刈羽郡の高田村・田尻村・北鯖石村を編入。
- 1956年（昭和31年）9月30日 - 刈羽郡中通村の一部（矢田・吉井・曽地・花田・飯塚・小黒須・成沢・五十土・曽地新田）を編入。
  - 同年 12月19日 - 中頸城郡米山村を編入。
- 1957年（昭和32年）1月1日 - （旧）米山村の一部を中頸城郡柿崎町へ編入[23]。
- 1957年（昭和32年）
  - 4月1日 - 刈羽郡高浜町・黒姫村の一部を編入。
  - 7月5日 - 刈羽郡中鯖石村・南鯖石村を編入。
- 1968年（昭和43年）11月1日 - 刈羽郡黒姫村を編入。
- 1971年（昭和46年）5月1日 - 刈羽郡北条町を編入。
- 1989年（平成元年）4月1日 - 中頸城郡柿崎町の一部（旧：米山村の大字上輪・大字高畔・大字蕨野の全域）を編入[24]。
- 2005年（平成17年）5月1日 - 刈羽郡西山町・高柳町を編入、同時に町域に地域自治区として西山町と高柳町を設置。
- 2015年（平成27年）3月31日 - 地域自治区（西山町・高柳町）を廃止。

## 人口
| |                                        |  |
| 柏崎市と全国の年齢別人口分布（2005年） | 柏崎市の年齢・男女別人口分布（2005年） |  |
| ■紫色 ― 柏崎市 ■緑色 ― 日本全国 | ■青色 ― 男性 ■赤色 ― 女性              |  |
| 柏崎市（に相当する地域）の人口の推移 \| 1970年（昭和45年） \| 94,990人 \| \| \| 1975年（昭和50年） \| 93,686人 \| \| \| 1980年（昭和55年） \| 95,892人 \| \| \| 1985年（昭和60年） \| 97,638人 \| \| \| 1990年（平成2年） \| 99,265人 \| \| \| 1995年（平成7年） \| 101,427人 \| \| \| 2000年（平成12年） \| 97,896人 \| \| \| 2005年（平成17年） \| 94,648人 \| \| \| 2010年（平成22年） \| 91,451人 \| \| \| 2015年（平成27年） \| 86,833人 \| \| \| 2020年（令和2年） \| 81,526人 \| \| |                                        |  |
| 総務省統計局 国勢調査より |                                        |  |
| 1970年（昭和45年） | 94,990人                               |  |
| 1975年（昭和50年） | 93,686人                               |  |
| 1980年（昭和55年） | 95,892人                               |  |
| 1985年（昭和60年） | 97,638人                               |  |
| 1990年（平成2年） | 99,265人                               |  |
| 1995年（平成7年） | 101,427人                              |  |
| 2000年（平成12年） | 97,896人                               |  |
| 2005年（平成17年） | 94,648人                               |  |
| 2010年（平成22年） | 91,451人                               |  |
| 2015年（平成27年） | 86,833人                               |  |
| 2020年（令和2年） | 81,526人                               |  |

## 行政

2020年まで使用された旧市庁舎

- 市長: 桜井雅浩（2016年12月6日就任、3期目）

### 歴代市長
| 代   | 氏名         |
| ---- | ------------ |
| 初代 | 原吉郎       |
| 2代  | 三井田虎一郎 |
| 3代  | 洲崎義郎     |
| 4代  | 吉浦栄一     |
| 5代  | 小林治助     |
| 6代  | 今井哲夫     |
| 7代  | 飯塚正       |
| 8代  | 西川正純     |
| 9代  | 会田洋       |
| 10代 | 桜井雅浩     |

### 地域自治区
2005年5月1日に編入合併した西山町（にしやままち）と高柳町（たかやなぎまち）の区域にはそれぞれ西山町（にしやまちょう）と高柳町（たかやなぎちょう）の地域自治区が設置されていた。これらの区域の住所には地域自治区名が表示されていたが、2015年3月31日に廃止された。

### 事務所
- 高柳町事務所 （旧高柳町役場）
- 西山町事務所 （旧高柳町役場）

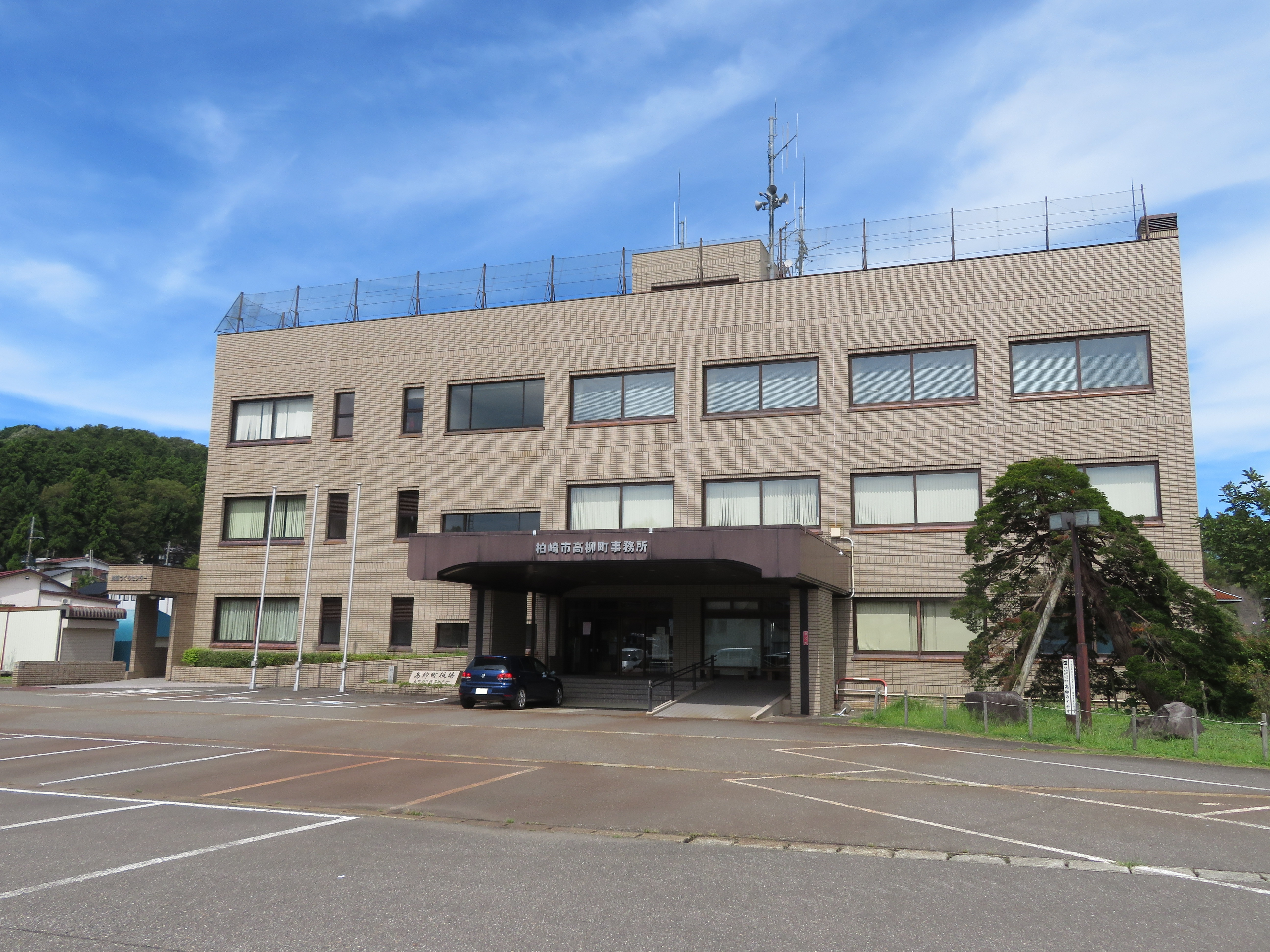
高柳町事務所

## 議会

### 市議会
- 定数：2２人
- 任期：2023年5月1日 - 2027年4月30日
- 議長：柄沢均

### 新潟県議会
- 選挙区：柏崎市刈羽郡選挙区
- 定数：2人
- 任期：2019年4月30日 - 2023年4月29日
- 投票日：2019年4月7日
- 当日有権者数：74,875人
- 投票率：58.14％

| 候補者名   | 当落 | 党派       | 新旧別 | 得票数   | 備考                       |
| ---------- | ---- | ---------- | ------ | -------- | -------------------------- |
| 池田千賀子 | 当   | 無所属     | 新     | 16,749票 | 元市議                     |
| 三富佳一   | 当   | 自由民主党 | 現     | 16,249票 |                            |
| 鷲尾百合子 | 落   | 無所属     | 新     | 11,692票 | 鷲尾英一郎衆議院議員の実妹 |

### 衆議院
- 選挙区：新潟2区（新潟市の一部、長岡市の一部、柏崎市、燕市、佐渡市、西蒲原郡、三島郡、刈羽郡）
- 任期：2021年10月31日 - 2025年10月30日
- 投票日：2021年10月31日
- 当日有権者数：288,107人
- 投票率：62.66％

| 当落 | 候補者名 | 年齢 | 所属党派   | 新旧別 | 得票数    | 重複 |
| ---- | -------- | ---- | ---------- | ------ | --------- | ---- |
| 当   | 細田健一 | 57   | 自由民主党 | 前     | 105,426票 | ○    |
|      | 高倉栄   | 50   | 国民民主党 | 新     | 37,157票  | ○    |
|      | 平あや子 | 41   | 日本共産党 | 新     | 33,399票  | ○    |

## 経済

### 企業

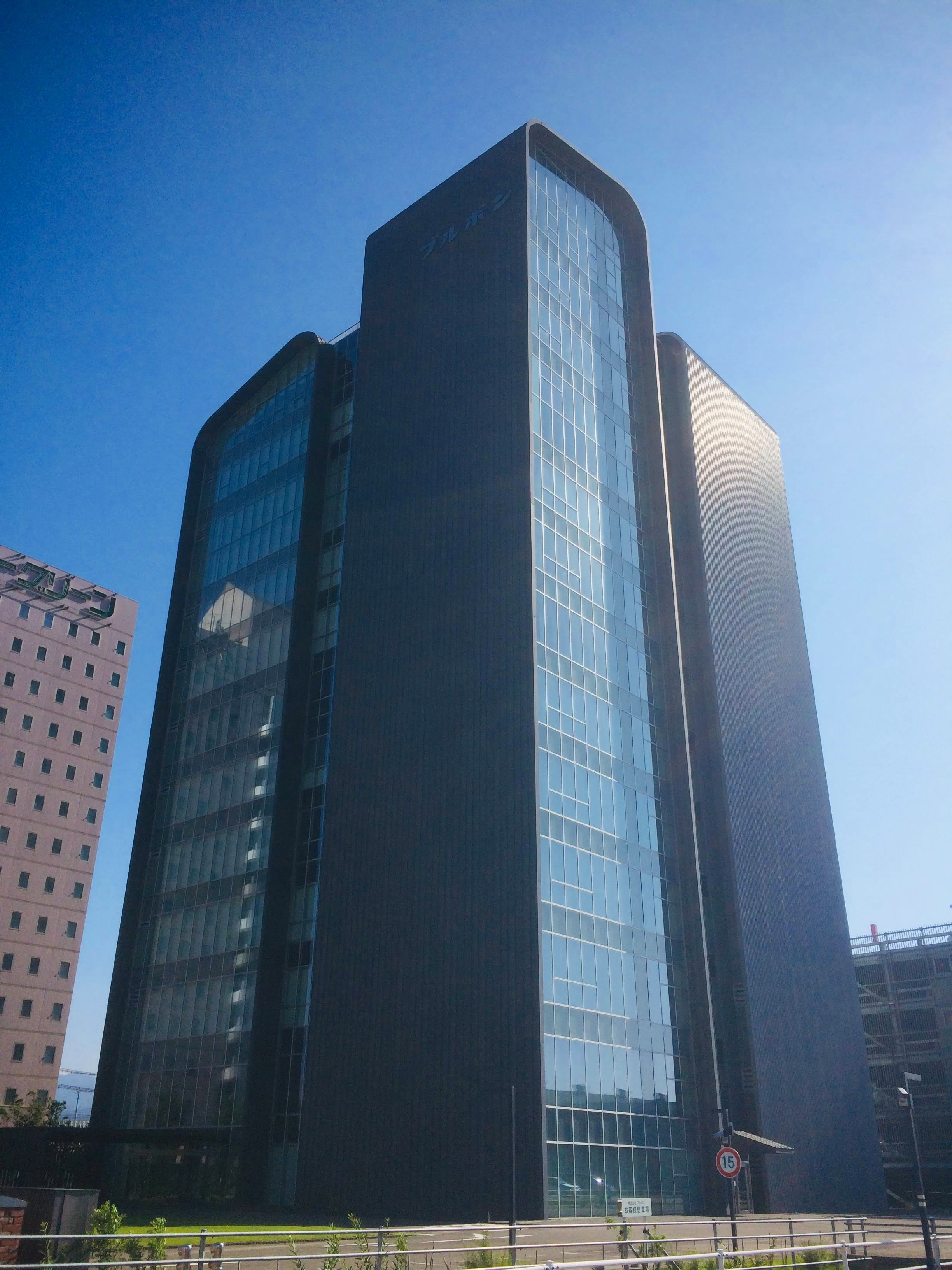
ブルボン本社

日本石油（現：ENEOS）の創業地であり、かつては石油精製業で栄えた。現在では国際石油開発帝石の東柏崎ガス田が稼働中。東京電力ホールディングスの柏崎刈羽原子力発電所は、首都圏などに電力を供給しており、周辺地区へ発電所関連の雇用を生み出している。出力は1つの発電所では世界最大の規模である。
1932年にリケンがピストンリング製造工場を設置したことを端緒として、市内では自動車関連産業が発達しており、数千人規模の従業員を市内に抱えるなど「リケン城下町」とも呼ばれる様相となっている。
1980年代後半にはソフトウェア産業の導入と技術者の養成を目的として柏崎ソフトパーク構想を打ち出した。第三セクターの株式会社柏崎情報開発センター（現：株式会社カシックス）と柏崎情報開発学院を設立し、新潟日本電気の移転跡を整備した。整備にあたっては民活法の情報化基盤施設（ニューメディアセンター）として認定を受けている。
2000年代半ばからは産業団地「柏崎フロンティアパーク」の整備が進められた。これは地域振興整備公団が2003年2月に地域産業集積活性化法に基づく事業として全国6番目に採択したもので、27.6 haの土地に産業用地15.1 ha（31区画）が整備され、2008年4月に第1期、2009年6月に第2期の分譲が開始された。2021年夏には全区画が分譲・賃貸済みとなった。
2009年3月には経済産業省のEV・pHVタウンに選定され、「助っ人EV」の開発や東芝のリチウムイオン電池製造拠点新設などが行われた。2020年代に入ってからは水素燃料エンジンの開発拠点化に向けた動きがある。
- 東証上場企業
  - 本社 ： 植木組
  - 工場・事業所立地 ： リケン・アドバネクス・コロナ・東京電力ホールディングス・東芝
  - 本社 ： ブルボン
  - 工場・事業所立地：岡本硝子

### 漁業

笠島駅付近の漁村と弁天岩

市内には市管理の5つの漁港があり、北から順に以下のとおりである。
- 石地漁港
- 高浜漁港
- 荒浜漁港
- 鯨波漁港
- 笠島漁港

### 商業
近世には北前船の海運で栄えたほか、第二次世界大戦前までの長きにわたって、越後上布行商の全国展開が経済の大きな基盤となっていた。
1967年（昭和42年）からは中心市街地においてアーケードの整備が行われたほか、これに前後してスーパー・イシザキ（1984年にジャスコ傘下となる）や総合衣料・紺太（2018年に京都市へ移転）などの核店舗が出現した。
1980年代後半以降は1988年開業のアイリータウン（後のラ・パーク柏崎店）をはじめとする郊外型店舗が台頭した。

### 金融機関
- 第四北越銀行
  - 柏崎支店・柏崎中央支店・柏崎東出張所・柏崎東本町支店・柏崎日吉町支店・柏崎南支店・西山支店[注釈 1]
- 大光銀行
  - 柏崎支店・柏崎南支店
- 柏崎信用金庫（本店所在地）
  - 本店・諏訪町支店・四谷支店・南支店・半田支店・東支店
- 新潟大栄信用組合
  - 柏崎支店・安田支店・西山支店
- 新潟縣信用組合
- えちご中越農業協同組合
  - 中央柏崎支店・東部田尻支店
- 新潟県労働金庫

## 姉妹都市・友好都市等

### 国内
- 東村山市（東京都）
1996年10月1日姉妹都市提携
- 佐渡市（旧：佐渡郡小木町・新潟県）
1968年夫婦（めおと）都市提携。民話「お弁と藤吉」（寿々木米若の浪曲「佐渡情話」の原作）に因んだもの。

### 海外
- 峨眉山市（中国）
1994年8月2日友好都市提携

## 生活

### 学校
| - 柏崎市立柏崎小学校 - 柏崎市立比角小学校 - 柏崎市立枇杷島小学校 - 柏崎市立半田小学校 - 柏崎市立大洲小学校 - 柏崎市立剣野小学校 - 柏崎市立鯨波小学校 - 柏崎市立上米山小学校 - 柏崎市立槇原小学校 - 柏崎市立日吉小学校 - 柏崎市立荒浜小学校 - 柏崎市立新道小学校 - 柏崎市立田尻小学校 - 柏崎市立北鯖石小学校 - 柏崎市立中通小学校 - 柏崎市立米山小学校 - 柏崎市立高浜小学校 - 柏崎市立南鯖石小学校 - 柏崎市立鯖石小学校 - 柏崎市立野田小学校 - 柏崎市立北条南小学校 - 柏崎市立北条北小学校 - 柏崎市立石地小学校 - 柏崎市立内郷小学校 - 柏崎市立二田小学校 - 柏崎市立高柳小学校 - 柏崎市立門出小学校 | - 柏崎市立第一中学校 - 柏崎市立第二中学校 - 柏崎市立第三中学校 - 柏崎市立鏡が沖中学校 - 柏崎市立瑞穂中学校 - 柏崎市立松浜中学校 - 柏崎市立南中学校 - 柏崎市立東中学校 - 柏崎市立第五中学校 - 柏崎市立北条中学校 - 柏崎市立西山中学校 - 柏崎市立高柳中学校 - 新潟県立柏崎高等学校 - 新潟県立柏崎常盤高等学校 - 新潟県立柏崎総合高等学校 - 新潟県立柏崎工業高等学校 - 新潟産業大学附属高等学校 - 新潟県立柏崎翔洋中等教育学校 - 新潟工科大学 - 新潟産業大学 - 新潟県立柏崎特別支援学校 - 新潟県立はまなす特別支援学校 |

#### 各種学校
- 新潟聖書学院

### スポーツ施設
| - 柏崎市佐藤池野球場 - 柏崎市総合体育館 - 柏崎市佐藤池運動広場 - 柏崎市陸上競技場（国内最古の公認陸上競技場とされる） - 柏崎市武道館 - 新潟県立柏崎アクアパーク | - 海岸公園スポーツハウス - 白竜公園テニスコート - 駅前公園テニスコート - 北園体育館 - 西山総合体育館 - 西山野球場 |

### 図書館・博物館
- 柏崎市立図書館（ソフィアセンター）
- 柏崎市立博物館
- ふるさと人物館
- 飯塚邸

### ホール・集会施設
- 柏崎市文化会館アルフォーレ
- 柏崎市産業文化会館
- 柏崎市市民プラザ
- ワークプラザ柏崎
- かしわざき市民活動センターまちから

### 医療機関
| - 国立病院機構新潟病院 - JA新潟厚生連 柏崎総合医療センター - 柏崎中央病院 - 柏崎厚生病院 - 関病院 | - 谷根診療所 - 野田診療所 - 鵜川診療所 - 北条診療所 - 高柳診療所 - 高柳歯科診療所 |

### 国の機関

#### 行政
- 東京税関新潟税関支署柏崎出張所
- 関東信越国税局柏崎税務署
- 北陸地方整備局長岡国道事務所柏崎国道維持出張所
- 国土地理院柏崎験潮場
- 新潟労働局柏崎公共職業安定所

#### 司法
- 新潟家庭裁判所柏崎出張所
- 柏崎簡易裁判所

## メディア
- 柏崎日報
- 柏崎コミュニティ放送

## 交通機関

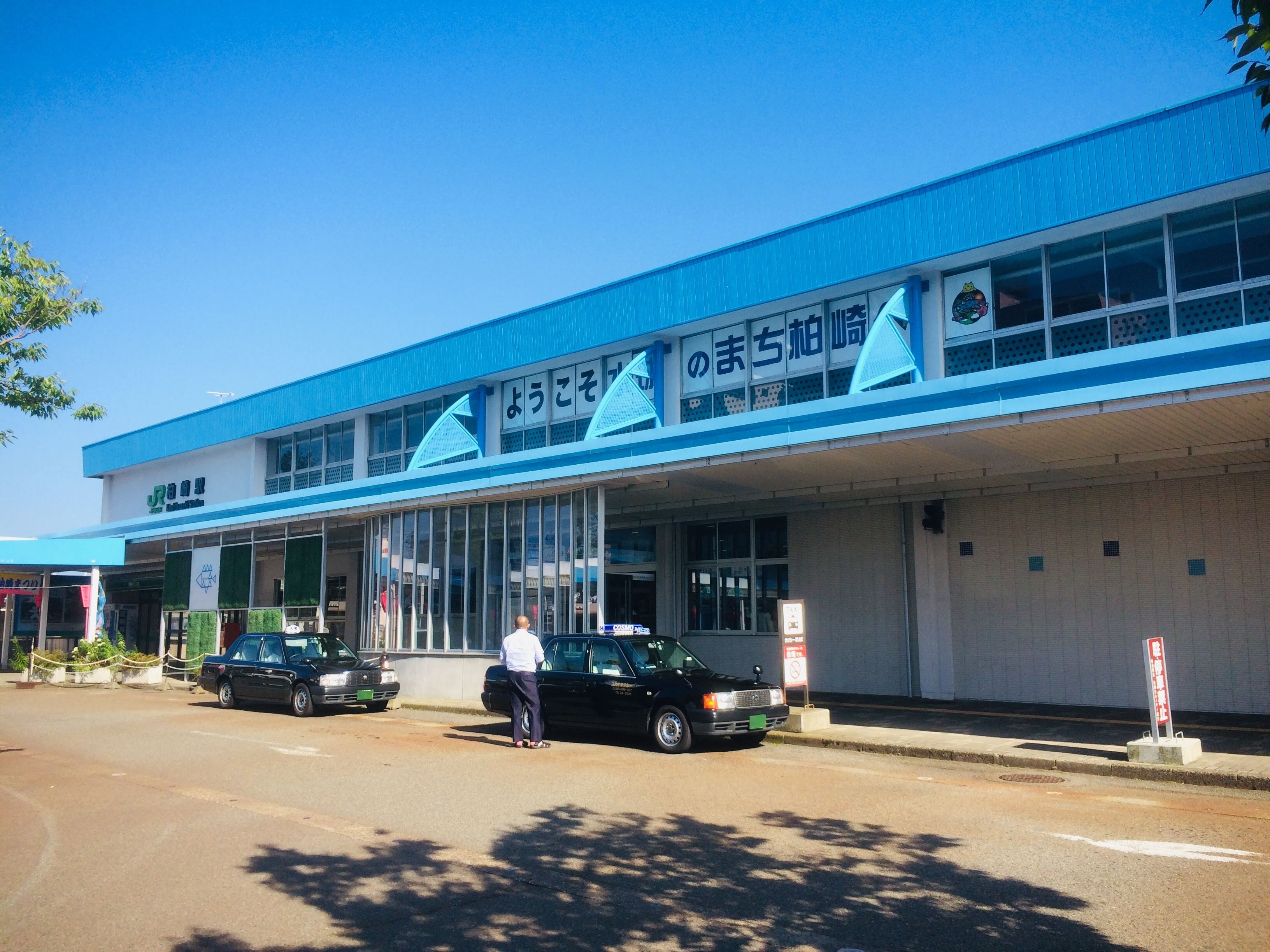
柏崎駅

### 鉄道
- 中心となる駅：柏崎駅

東日本旅客鉄道（JR東日本）
- 信越本線
  - 米山駅 - 笠島駅 - 青海川駅 - 鯨波駅 - 柏崎駅 - 茨目駅 - 安田駅 - 北条駅 - 越後広田駅 - 長鳥駅
- 越後線
  - 柏崎駅 - 東柏崎駅 - 西中通駅 - 西山駅 - 礼拝駅 - 石地駅

### 道路
| 高速道路 - 北陸自動車道 - 米山IC/SA - 上方BS - 柏崎IC/BS - 曽地BS - 西山IC 一般国道 - 国道8号 - 柏崎バイパス - 国道116号 - 国道252号 - 国道291号 - 国道352号 - 国道353号 - 国道460号（市内全区間他の国道と重複） 主要地方道 - 新潟県道11号柏崎小国線 - 新潟県道12号松代高柳線 - 新潟県道13号上越安塚柏崎線 - 新潟県道23号柏崎高浜堀之内線 - 新潟県道25号柿崎小国線 - 新潟県道37号柏崎停車場線 - 新潟県道48号長岡西山線 - 新潟県道56号小千谷大沢線 - 新潟県道72号柏崎越路線 - 新潟県道73号鯨波宮川線 - 新潟県道78号大潟高柳線 | 一般県道 - 新潟県道114号越後広田停車場線 - 新潟県道116号安田停車場線 - 新潟県道117号鯨波停車場線 - 新潟県道118号米山停車場線 - 新潟県道147号西山停車場線 - 新潟県道150号西中通停車場線 - 新潟県道151号東柏崎停車場線 - 新潟県道152号東柏崎停車場比角線 - 新潟県道215号荒浜中田線 - 新潟県道219号松代岡野町線 - 新潟県道252号田代小国線 - 新潟県道257号田屋青海川停車場線 - 新潟県道275号門出石黒線 - 新潟県道279号椎谷礼拝停車場線 - 新潟県道316号柏崎港線 - 新潟県道336号出雲崎石地線 - 新潟県道341号大沢小国小千谷線 - 新潟県道369号黒部柏崎線 - 新潟県道373号向山西山停車場線 - 新潟県道393号礼拝長岡線 - 新潟県道424号野田高柳線 - 新潟県道426号石黒松代線 - 新潟県道433号東長鳥五十土線 - 新潟県道480号山中上野線 - 新潟県道522号野田西本線 - 新潟県道574号寺泊西山線 |

道の駅西山ふるさと公苑の西遊園

道の駅
- 道の駅西山ふるさと公苑
- 道の駅風の丘米山
- 道の駅じょんのびの里高柳

### バス

柏崎市北部のバス路線図

柏崎市南部のバス路線図

#### 路線バス
越後交通によって運行されているほか、市南部の山あいでは「高柳・鵜川 新交通」が運行されている。これらを網羅するものとして、市では「柏崎市公共交通ガイドブック」が発行されている（#外部リンク参照）。

#### 高速バス
- 関東、近畿方面
  - 三条・長岡・柏崎 - 京都・大阪（なんば）・堺線 （越後交通と南海バスによる共同運行）
  - 柏崎・上越 - 東京（池袋）線 （越後交通・頸城自動車・西武バスによる共同運行）
- 新潟県内方面
  - 【ときライナー】
    - 柏崎 - 新潟線 （越後交通）
    - 直江津・高田 - 新潟線 （越後交通・頸城自動車・新潟交通による共同運行）
    - 糸魚川 - 新潟線 （頸城自動車）
上方バスストップに停車。

このほか柏崎駅前と長岡駅大手口の間には、越後交通の一般路線バスが2系統（急行・西山経由および快速・曽地経由）運行されている。以前は北陸自動車道経由の特急系統が柏崎発の1日1本のみ運行されていたが、利用者の減少により廃止されている。

### 港湾

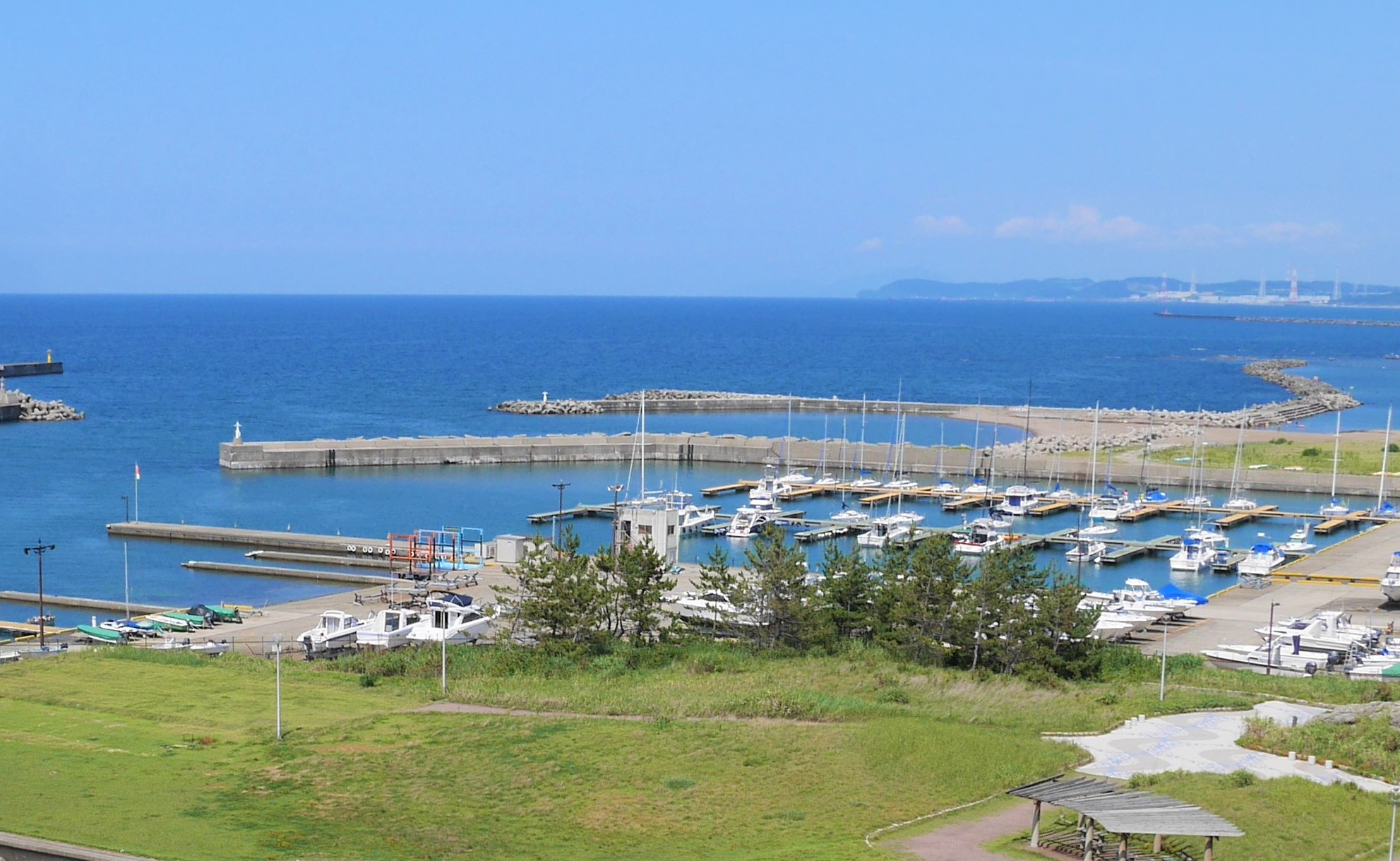
柏崎マリーナ

- 柏崎港
- 柏崎マリーナ

## 観光スポット
- 佐渡弥彦米山国定公園
- 米山福浦八景県立自然公園
- 日本海フィッシャーマンズケープ
- 柏崎コレクションロード

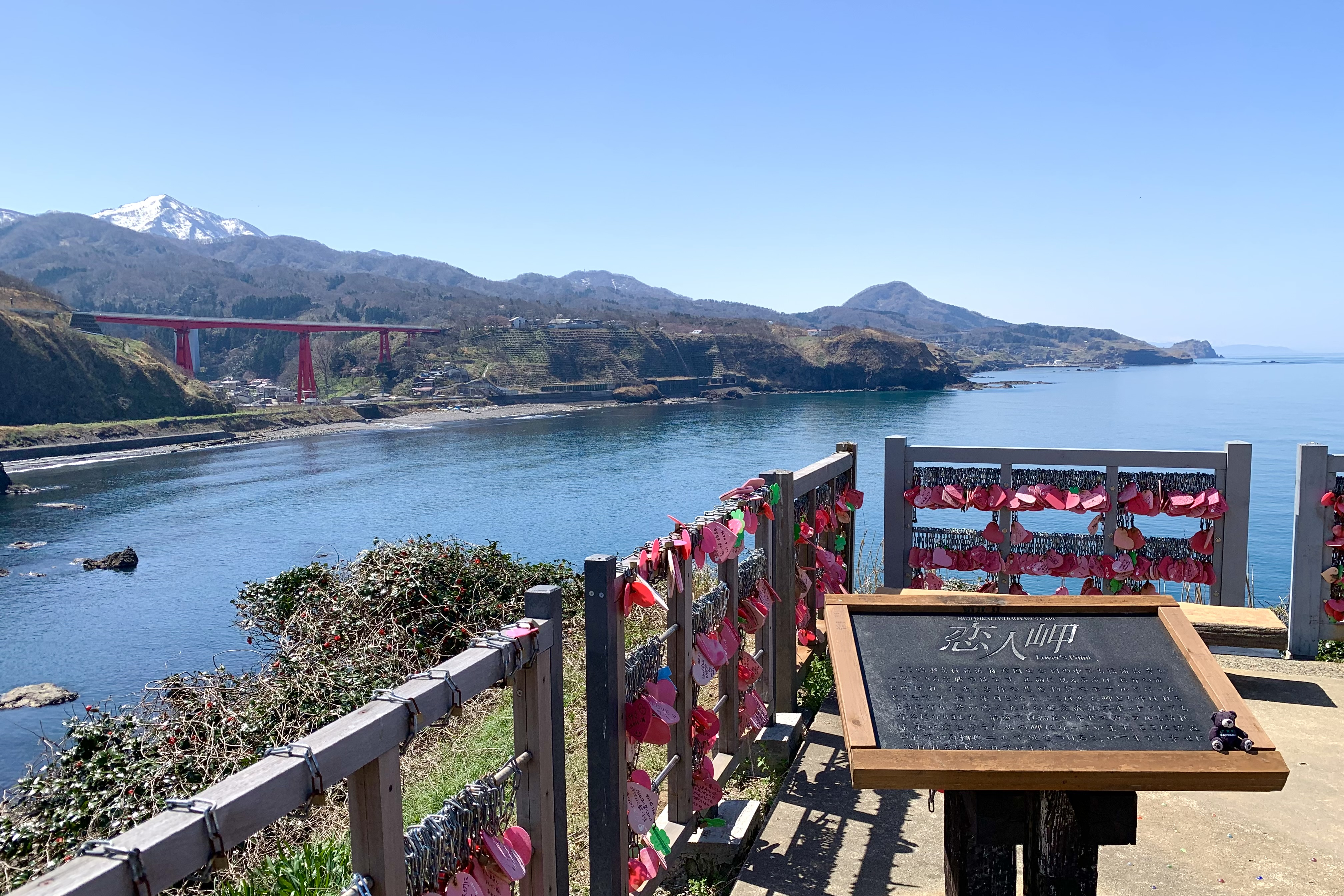
恋人岬と米山大橋

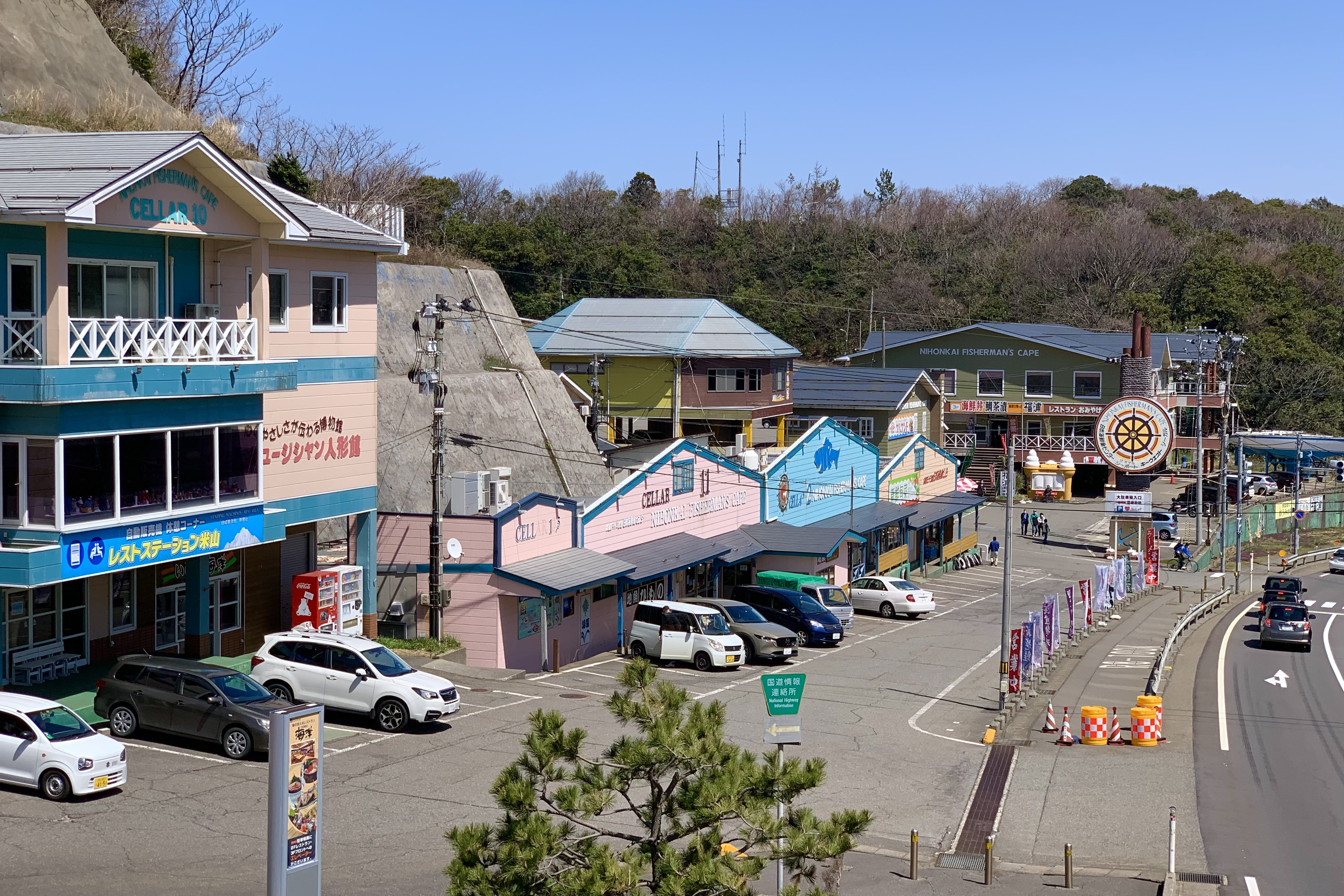
日本海フィッシャーマンズケープ

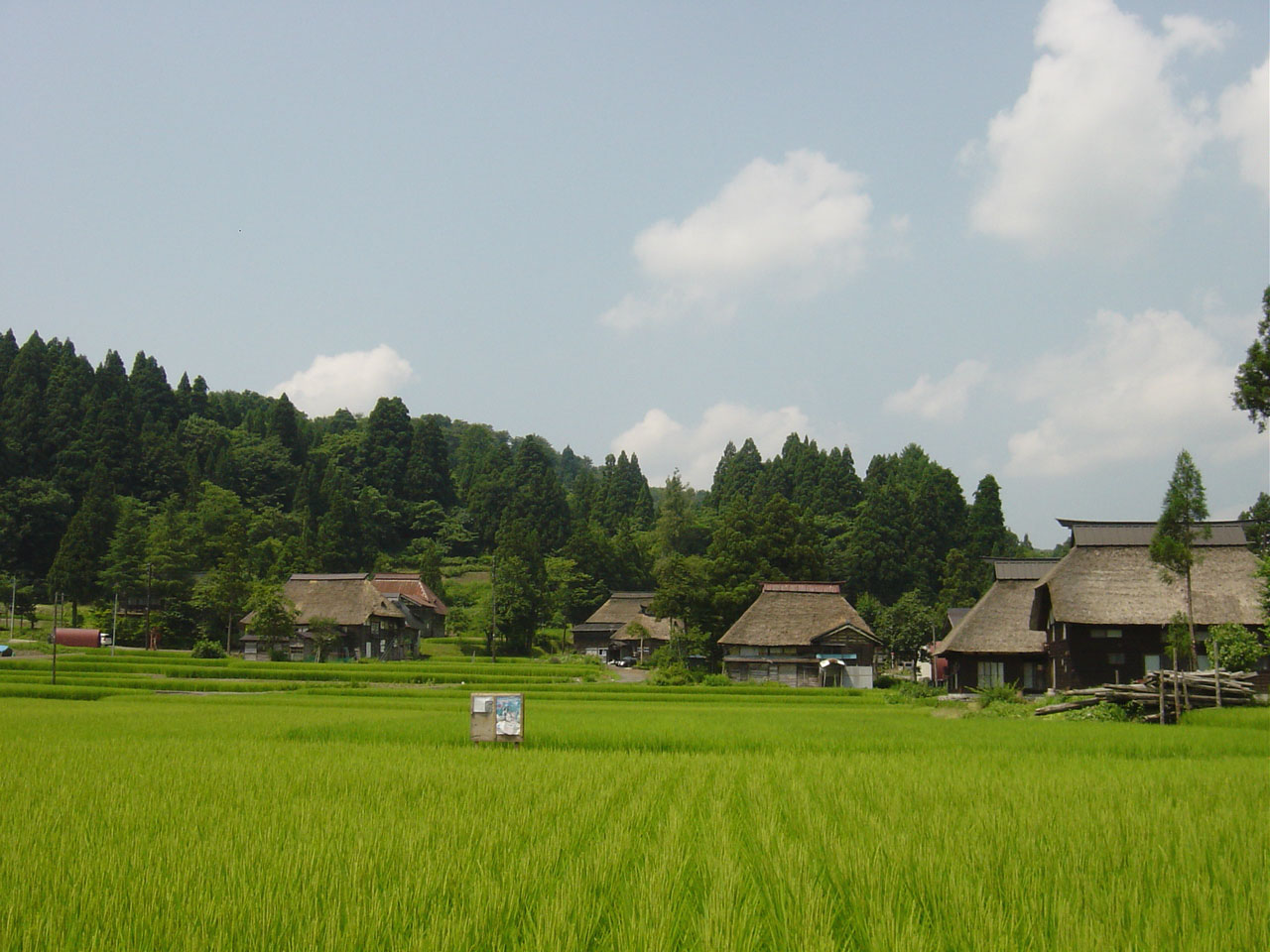
荻ノ島かやぶき環状集落

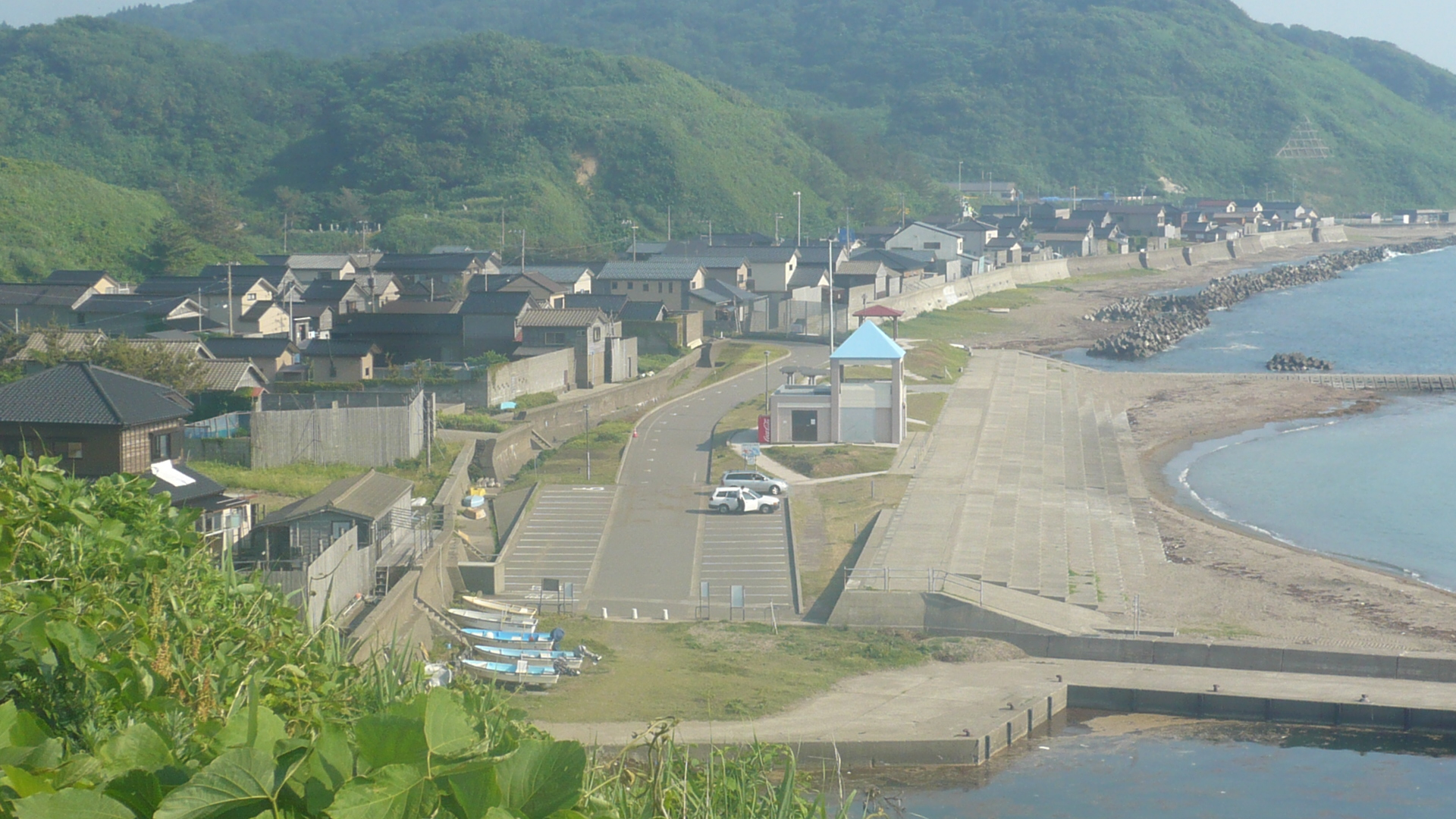
椎谷の妻入りのまち並み

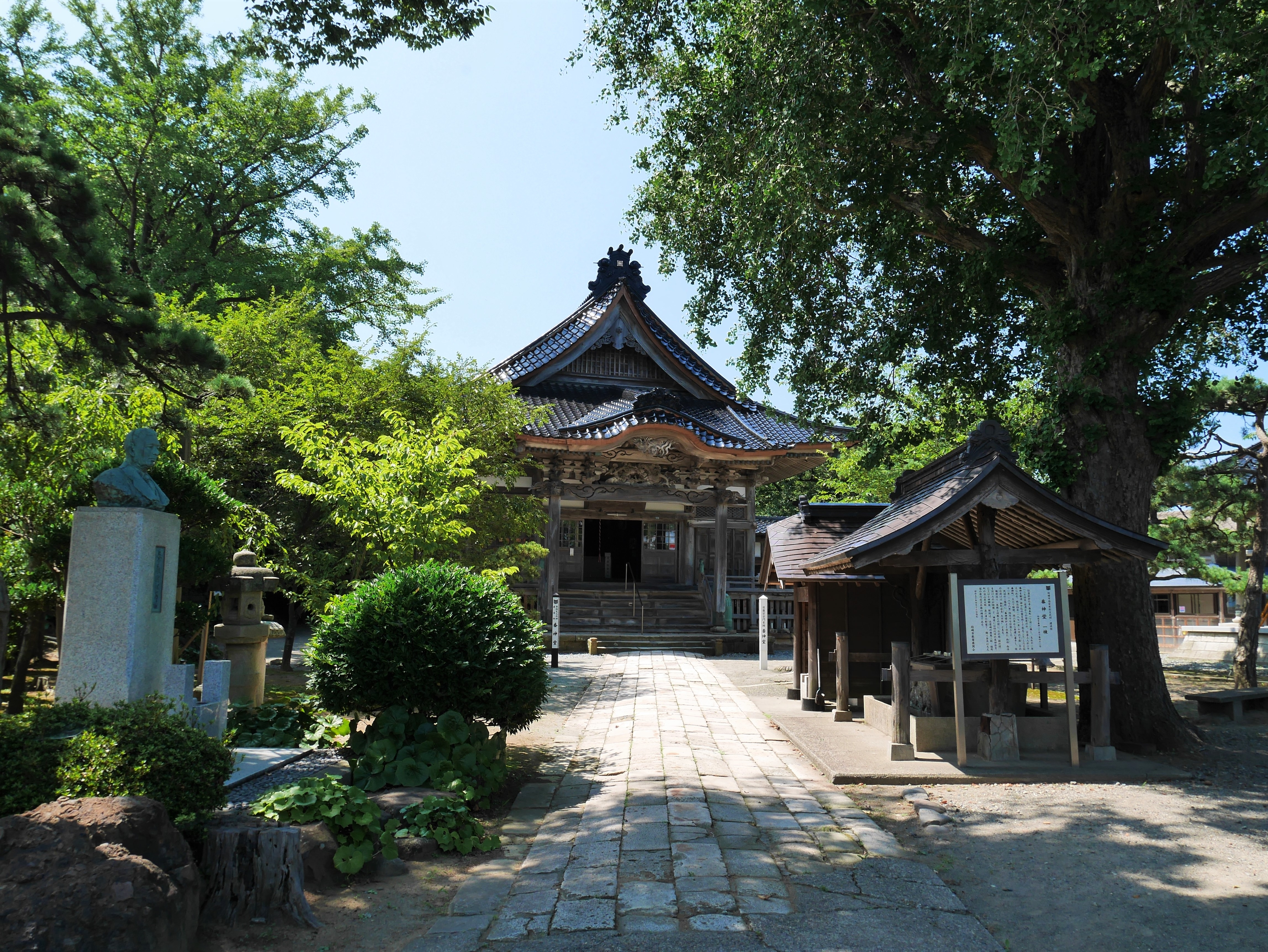
番神堂

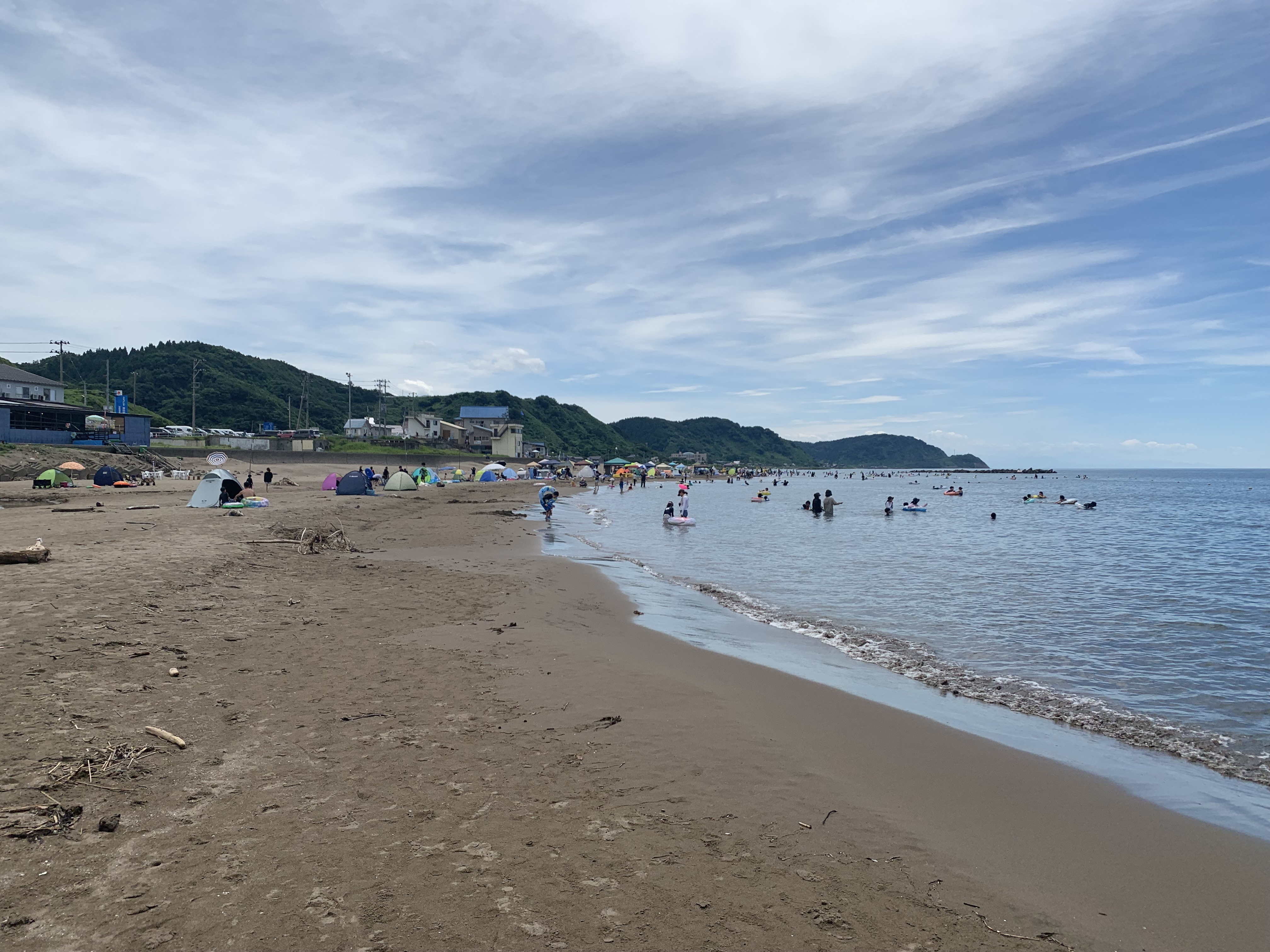
石地海水浴場

  - 弐番館「こどもの時代館」（2015年11月閉館）
  - 参番館「木村茶道美術館」
  - 四番館「シーポートミュージアム」
  - 六番館「ミュージシャン人形館」
  - 七番館「郷土玩具館 痴娯（ちご）の家」
  - 八番館「黒船館」
  - 九番館「同一庵藍民芸館」
  - 上条城址
- 北条城
- 番神堂
- 米山大橋
- 日本海（海岸・岬など）
  - 鯨波・青海川海岸（日本の渚百選）
  - 恋人岬
  - 弁天島
  - 福浦八景
    - 福浦猩々洞（四種の蝙蝠が生息する県指定天然記念物）

  - みなとまち海浜公園
  - 潮風公園
  - 柏崎港に浮かぶ漁菜マーケット「夕海」
- 椎谷の妻入りのまち並み（柏崎市景観計画において重点地区に指定されている[41]）
- 西山油田・草生水献上場[42]
- 田中角栄記念館
- ドナルド・キーン・センター柏崎
- 高柳の棚田（梨ノ木、花坂、大開）
- じょんのび村
- 新潟県立こども自然王国
- 荻ノ島かやぶき環状集落
- 貞観園

温泉
- 広田温泉
- じょんのび温泉
- 大崎温泉

レジャー
- 高柳ガルルのスキー場
- 海水浴場（夏には多くの浜茶屋が並び、主に長野県、群馬県、埼玉県などからの海水浴客で賑わう）
  - 鯨波海水浴場
  - 番神・西番神海水浴所（快水浴場百選）
  - 石地海水浴場

## 文化・名物

### 祭事・催事・無形文化財

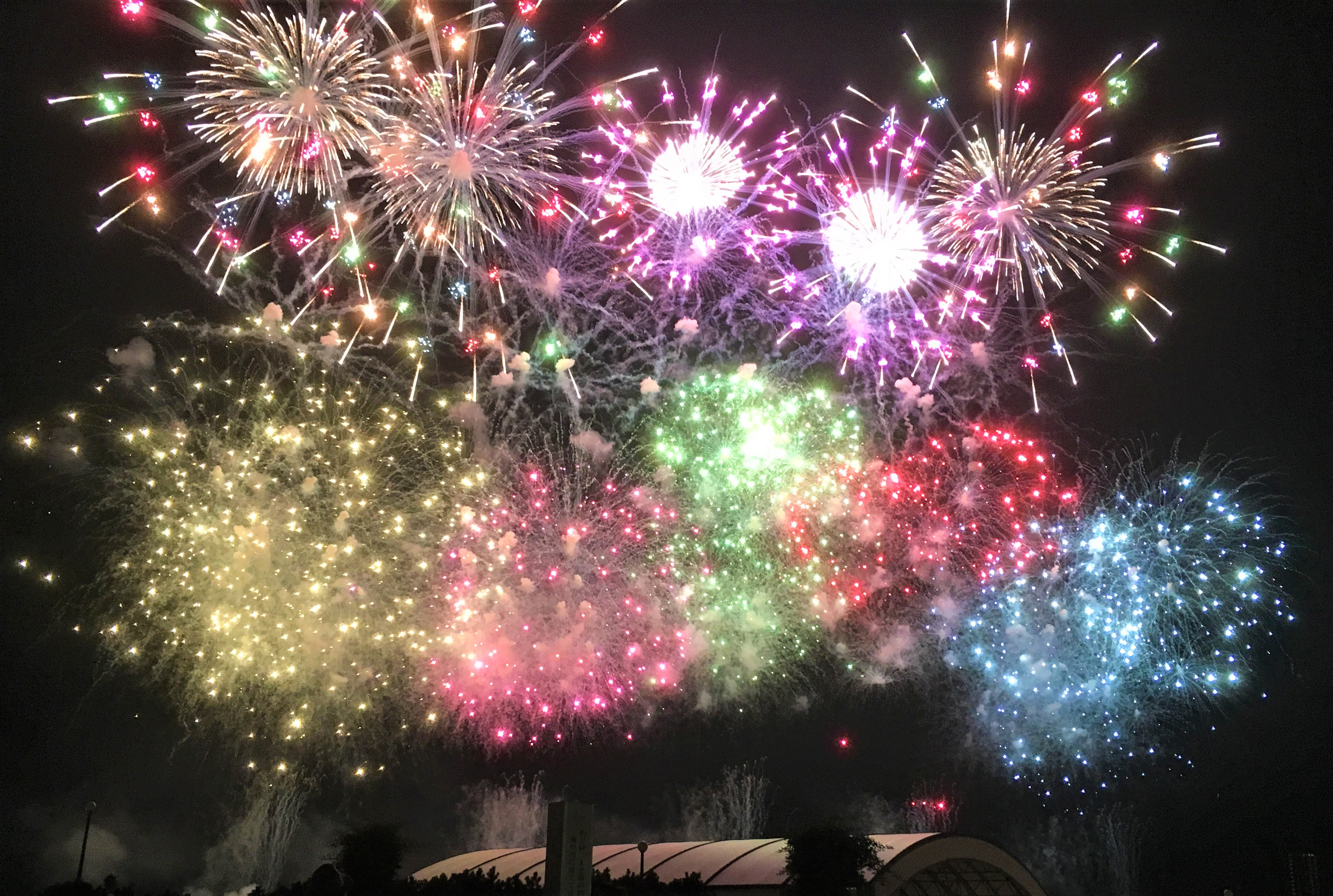
ぎおん柏崎まつり花火大会

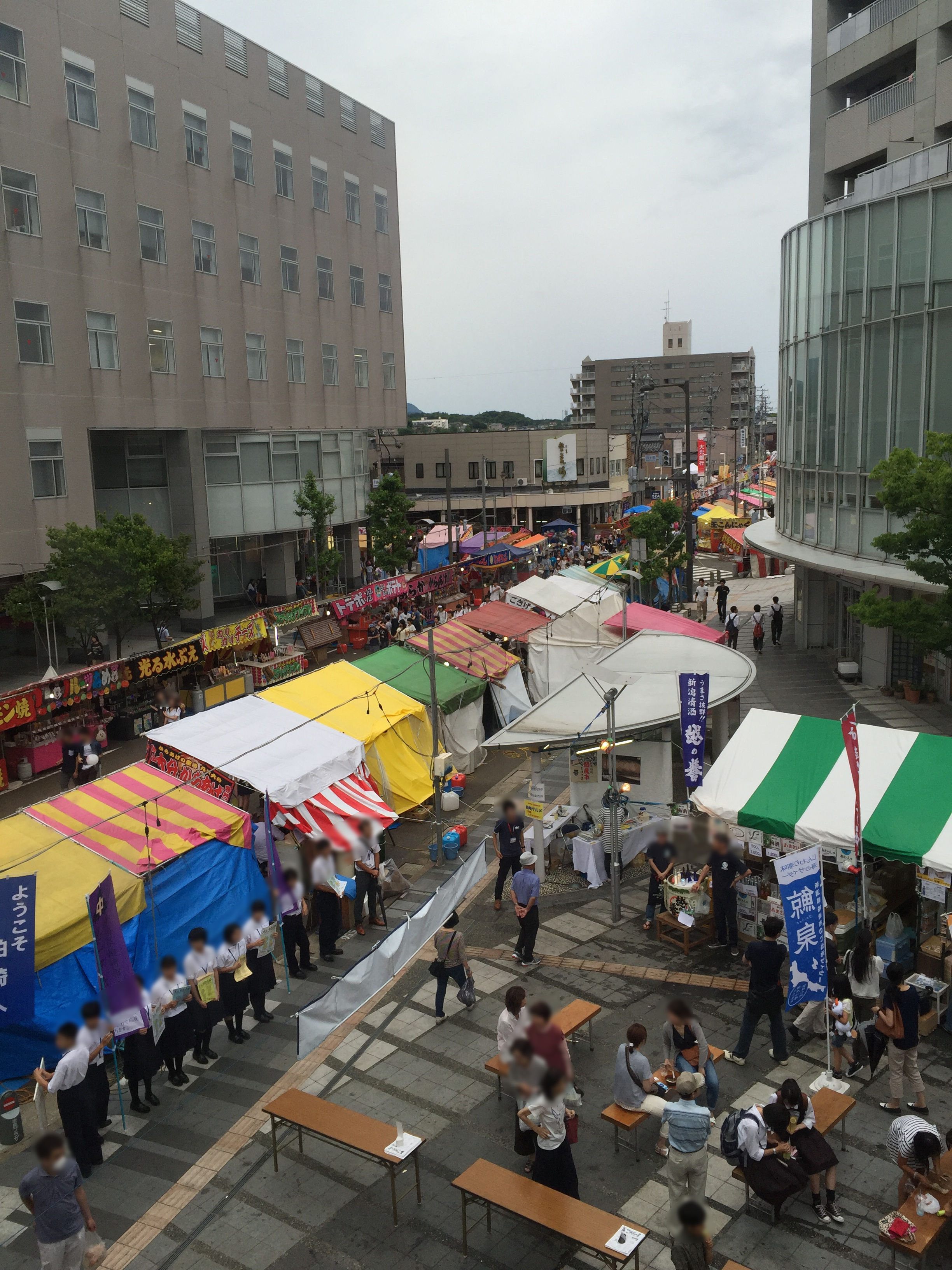
えんま市

- えんま市
- 綾子舞（重要無形民俗文化財）
- ぎおん柏崎まつり
  - 海上花火大会（越後三大花火）
- 狐の夜祭り
- 雪まつり「YOU・悠・遊」
- かしわざき風の陣

### 名産・特産
- 米山プリンセス
- 笠島もずく
- 柏崎伝統野菜（6品目）[43]
  - 刈羽節成きゅうり
  - 緑なす
  - 与板菜
  - 仙人菊
  - 黒姫人参
  - 新道いも
- 柏崎地場特産品（15品目）[43]
  - つららなす
  - マコモタケ
  - 新道柿
  - 磯之辺トマト
  - ズイキ
  - 土垂
  - そら豆
  - ゆうごう（ユウガオ）
  - 糸うり
  - カリフラワー
  - 枝豆
  - オータムポエム（アスパラ菜）
  - ゼンマイ
  - 越後姫
  - 宝交早生
- 市内の酒蔵と主な銘柄[44]
  - 阿部酒造「越乃男山」
  - 石塚酒造「姫の井」「かめぐち酒」
  - 林酒造場「杉の露」「八石」「鯖石郷」
  - 原酒造「越の誉」「銀の翼」

### 郷土料理・ご当地グルメ
- 煮しめ（のっぺ）
- 鱈の粕汁
- おいな汁
- 鯛茶漬け・鯛めし
- サバサンド
- 明治饅頭

## 出身人物
- 会田洋（元柏崎市長）
- 阿部大樹（精神科医）
- 飯塚治（文化放送アナウンサー）
- 生田ちむ（レースクイーン、モデル）
- 生田晴香（恐竜タレント、モデル、女優）
- 石黒敬七（柔道家）
- 板谷学（中京テレビ放送プロデューサー・ディレクター、元アナウンサー。旧西山町出身）
- 板谷宮吉（北海道の海運王、旧高浜町出身）
- 伊藤綾〈社会起業家〉
- 魚谷侑未（プロ雀士、Mリーグセガサミーフェニックス 所属）
- 内山ミエ（スノーボード選手、チームアルビレックス新潟 所属）
- 小川麻琴（タレント・女優・元モーニング娘。）
- 樫出勇（陸軍軍人）
- 梶野敏貴（宇宙核物理学者）
- 河本耕平（競泳選手）
- カンケ（音楽家、ディスクジョッキー）
- 北原保雄（言語学者・国語学者、 筑波大学名誉教授・前学長 「問題な日本語」編著者）
- 桑原奈々（歌手、7bitzのボーカル奈々）
- 近藤史朗（元リコー社長）
- 近藤健彦（浜松学院大学初代学長、大蔵省大臣官房審議官（関税局担当））
- 近藤正和（将棋棋士）
- 阪口大助（声優）
- 三宮幸雄(教諭、埼玉県北本市長)
- 品田ゆい（タレント）
- 柴野たいぞう（政治家）
- 新沢基栄（漫画家）
- 澤海吉郎（画家）
- 杉捷夫（フランス文学者、東京大学教授）
- 杉田愉（映画監督）
- 関甲子次郎（郷土史家）
- 瀬下耽（小説家）
- 千本松喜兵衛（俳優）
- 高橋直治（実業家、衆議院議員、貴族院多額納税者議員。旧石地村出身）
- 田中角榮（元内閣総理大臣。旧西山町出身）
- 田中泰阿弥（作庭家、庭師）
- 田中眞紀子（元外務大臣・衆議院議員。東京生まれであるが、戸籍上は旧西山町出身）
- 田村理（憲法学者）
- 田村大五（スポーツジャーナリスト）
- 東京Aリス（パンクイラストレーター）
- 富沢慎（セーリング選手）
- 内藤久寛（日本石油（現JXTGエネルギー）創業者。旧西山町出身）
- 永瀧久吉（上海総領事）
- 中村千栄子（詩人、作詞家）
- 西巻開耶（民権活動家）
- 野島伸司（脚本家）
- 蓮池透（北朝鮮による拉致被害者家族連絡会副代表・帰国者担当）
- 長谷川明子（声優）
- 平山征夫（前新潟県知事）
- 藤島正之（元衆議院議員）
- 前川知大（劇作家）
- 牧口常三郎（創価学会初代会長）
- 増井修（元ロッキング・オン編集長）
- 松原薫 (短距離走選手)
- 三國正樹（ピアニスト、群馬大学教授）
- 宮川泰夫（元NHKアナウンサー）
- みひろ（元AV女優、グラビアアイドル、タレント、女優）
- 村田一誠（中央競馬騎手）
- 八神ひろき（漫画家）
- 矢島晶子[45]（声優／クレヨンしんちゃん・野原しんのすけ役）
- 矢島秀三（水球選手）
- 矢代隆義（警視庁第86代警視総監）
- 山崎知春（卓球選手）
- 米山検校（男谷検校とも、勝海舟の祖父）
- 若山三郎（作家）
- 村山哲二（プロ野球独立リーグBCリーグ代表）
- 荒木忍（俳優）
- 中川知香（ミス・ワールド2015日本代表、モデル、女優）
- 青山（現姓：西沢）綾里（元競泳選手、産經新聞記者）
- 増井修（音楽評論家・元『ロッキング・オン』編集長。旧西山町出身）

## 関連人物

### 近世・近代
- 生田万（江戸時代の国学者。生田万の乱）
- 宇佐美定満（戦国時代の武将。琵琶島城主。上杉清方（上条城主）を祖とする上条上杉家に仕え、後に長尾上杉氏の上杉謙信に仕えた）
- 勝海舟（幕末から明治にかけての武士・政治家。曾祖父が市内長鳥の出身とされる）
- 上条政繁（上条上杉家当主・上条城主。上杉謙信の養子の一人）
- 貞心尼（良寛の弟子）
- 品田俊平（宗教家。心教の教祖）
- 毛利季光・毛利経光（安芸毛利氏と越後毛利氏（越後北条氏・安田氏）の共通の祖先）
- 毛利時親・毛利貞親・毛利親茂（安芸毛利氏の祖先。南条毛利氏とも）
- 北条高広・北条景広（北条毛利氏（越後北条氏）当主・北条城主。）
- 安田顕元・安田能元（安田毛利氏（越後安田氏）当主・安田城主。）

### 現代
- 徳間康快（元徳間書店社長。神奈川県横須賀市生まれとされるが、本市の出身ともされる）
- 田中直紀（参議院議員。石川県金沢市生まれであるが、現在の本籍地は本市）